# Азиатская экспедиция (336—334 до н. э.)
Азиатская экспедиция — действия войск Филиппа II Македонского в Малой Азии в 336—334 до н. э.

## Подготовка
Решение о начале общегреческой войны с Персией было принято на сессии Коринфского конгресса в 337 до н. э. Формальным поводом было стремление освободить греческие города Малой Азии, а также возмездие за осквернение персами афинских храмов в 480 до н. э. При всей надуманности последнего предлога следует учитывать то, что греки очень серьёзно воспринимали святотатство, и за такое преступление можно было мстить и через несколько поколений. Относительно настоящих мотивов и целей македонского царя высказывались различные соображения.
Среди них:
- Стремление отомстить за персидское вмешательство во время осады Перинфа и переговоры персов с Афинами. Впоследствии Александр указывал на это обстоятельство царю Дарию III:

Вы помогли Перинфу, обидевшему моего отца; во Фракию, находящуюся под нашей властью, Ох послал войско.— Арриан. 2. 14, 5.
В своё время персидское золото помогло спартанцам одержать победу в Пелопоннесской войне, и теперь возможности царя не следовало недооценивать.
- Возможность объединить греческие государства общей национальной задачей, заодно укрепив македонскую гегемонию.
- Главная причина — экономическая. Несмотря на большие доходы, Филипп часто нуждался в деньгах для ведения дорогостоящих военных кампаний, поскольку больше использовал золото, а не оружие. Масштабное строительство также требовало немалых средств. Завоевание богатых малоазийских сатрапий могло пополнить пустую македонскую казну[3].

В Греции идея о войне с персами на протяжении IV века до н. э. высказывалась неоднократно. Её предлагал Ксенофонт, она входила в политическую программу Ясона Ферского, в 388 до н. э. на Олимпийских играх Лисий призывал эллинов объединиться для наступления на Персию. В 380 до н. э. Исократ в «Панегирике» также призывал греков прекратить внутренние войны и объединить силы для похода на восток. Снова он предложил эту идею Филиппу II после заключения Филократова мира 346 до н. э..
В самой Персии опять начались смуты. В 338 до н. э. евнух Багой организовал убийство Артаксеркса III и посадил на трон его младшего сына Арсеса. Вскоре этот царь также перестал устраивать могущественного временщика, и в июне 336 до н. э. был убит вместе со всей семьёй. На престол был возведён представитель боковой линии Ахеменидов Дарий III Кодоман. Филиппу следовало поторопиться с вторжением, пока новый режим не укрепил свою власть.
Сатрап Карии Пиксодар также пытался использовать политический кризис, и добиться независимости с помощью македонян. Для этого он в 337—336 до н. э. вступил в переговоры с Филиппом, но стороны не смогли договориться о династическом браке.
По преданию, Филипп запросил Дельфийский оракул о перспективах предстоящего похода, и пифия дала двусмысленный, по своему обыкновению, ответ:

Бык увенчан, конец его близок, и есть совершитель.— Диодор. XVI, 91, 2 Павсаний. VIII, 7, 6.
Македонский царь истолковал пророчество в свою пользу, полагая, что персы будут убиты как жертвенные животные, но смысл пророчества стал ясен, когда его самого убили во время праздника и жертвоприношений.

## Военные действия
Весной 336 до н. э. через Геллеспонт в Абидос переправился 10-тыс. отряд македонян и наёмников под командованием Пармениона, Аттала и Аминты. Высадившись, армия двинулась вдоль побережья на юг. По мере её продвижения греческие города от Кизика до Эфеса поднимали восстания против персов и, по-видимому, присоединялись к Коринфскому союзу. Острова Тенедос, Лесбос и Хиос также отложились от персов. К тому же в 336 до н. э. неожиданно умер Ментор Родосский, командовавший царскими войсками в Малой Азии.
Затем в Азию пришло известие об убийстве Филиппа. Александр вскоре овладел престолом, но ему сразу же пришлось воевать с иллирийцами и подавлять восстания греков, поэтому направить подкрепления на восток он не мог. Парменион приостановил операции. Вскоре македоняне потерпели поражение под Магнесией от наёмников, которыми командовал брат Ментора Мемнон. К началу 335 до н. э. персы нанесли им ещё несколько ударов. Мемнон с отрядом из пяти тысяч наёмников пытался отбить у Пармениона Кизик, но потерпел неудачу, но затем разбил македонян и наёмников Калата в Троаде.

## Восточный поход Александра
В конце 335 до н. э. Александр Македонский начал готовить новый поход. Парменион был отозван из Малой Азии, чтобы помочь с организацией. Персы воспользовались этим — и отвоевали большую часть городов. В руках македонян остались Абидос и, возможно, Ретий.
Весной 334 до н. э. македонская армия (48 тыс. пехоты, 6 тыс. конницы, 120 кораблей) начала переправу через Геллеспонт. Перед тем, как ступить на землю, Александр с борта корабля метнул копьё в приближающийся берег, в знак того, что берёт Азию по праву завоевателя. Новая эпоха мировой истории началась.